# Дзімелла
Дзімелла (італ. Zimella, вен. Zimela) — муніципалітет в Італії, у регіоні Венето,  провінція Верона.
Дзімелла розташована на відстані близько 400 км на північ від Рима, 80 км на захід від Венеції, 33 км на схід від Верони.
Населення — 4946 осіб (2014).
Щорічний фестиваль відбувається 8 вересня. 

## Демографія
Населення за роками:

Станом на 1 січня 2023 року в муніципалітеті офіційно проживало 577 іноземців з 33 країн, серед них 125 громадян країн Євросоюзу та 3 громадяни України.

## Сусідні муніципалітети
- Арколе
- Колонья-Венета
- Лоніго
- Веронелла